# Literatura Mussar
Literatura Mussar é literatura ético-didática judaica que descreve as virtudes e os vícios e o caminho para a perfeição de forma metódica.

## Definição de literatura Mussar
Musar literatura é muitas vezes descrito como "literatura ética". Os professores Isaiah Tishby e Joseph Dan descreveram mais precisamente como "prosa da literatura que apresenta para um público amplo, pontos de vista, ideias, e as formas de vida, a fim de moldar o comportamento cotidiano, o pensamento e as crenças do público". Literatura Mussar, tradicionalmente, retrata a natureza da moral e espiritual de perfeição de forma metódica. Ela é "dividida de acordo com as peças do justo modo de vida ideal; o material é tratado de forma metódica – analisar, explicar e demonstrar como alcançar cada virtude moral (geralmente tratada em um capítulo separado ou seção) o autor de ética do sistema."
Literatura Mussar pode ser distinguida de outras formas de ética judaica, como a narrativa aggadic e a literatura halakhic.

## Início da literatura Mussar
No Judaísmo, foi originado o monoteísmo ético , e junto com ele, veio a altamente didática ética na Torah e no Tanakh.
Um exemplo do Tanakh é o mais antigo texto conhecido de forma positiva, a famosa "Regra de Ouro":

"Não te vingarás; não guardarás rancor contra os filhos de teu povo. Amarás o teu próximo como a ti mesmo. Eu sou o Senhor."— Levítico, 19 Bíblia Católica Online
Hilel, o velho (c. 110 A.C. – 10 D.C.), usado este versículo como uma mensagem mais importante da Torá para seus ensinamentos. Uma vez, ele foi desafiado por um ger toshav que pediu para ser convertido sob a condição de o Torá ser explicado para ele enquanto estivesse em pé sobre um pé. Hillel aceitou-o como um candidato para a conversão para o Judaísmo, mas, baseando-se em Levitico 19:18, informou o homem:

O que é odioso para você, não faça aos seus companheiros: esta é toda a Torá; o resto é a explicação; vá e aprenda.Original {{{{{língua}}}}}: Babylonian Talmud— Shabbath folio:31a Babylonian Talmud
Pirkei Avot (em hebraico:  פרקי אבות) ("Capítulos dos Pais") é uma compilação de ética ensinamentos e as máximas dos Rabinos do Mishnaic período. Ele é parte de didática Judeu ético Musar literatura. Por causa de seu conteúdo, é também chamado de Ética dos Pais. Os ensinamentos de Pirkei Avot aparecer no Mishnaic tratado de Avot, o segundo ao último tratado na ordem de Nezikin na Mishná. Pirkei Avot é o único que é o único tratado da Mishnah lidar exclusivamente com princípios éticos e morais; há pouco ou nenhum halacha encontrado em Pirkei Avot.

## Literatura Mussar Medieval
Obras de literatura mussar Medieval foram compostas por uma série de rabinos e outros, incluindo racionalista filósofos e adeptos do misticismo Cabalístico. Joseph Dan argumentou que a literatura Mussar medieval reflete quatro diferentes abordagens: a abordagem filosófica; o padrão rabínica abordagens, a abordagem de Chassidei: Asquenaz; e a Cabalística abordagem.

### Literatura Mussar Filosófica
Filosófica obras de Musar incluem Chovot ha-Levavot por Bahya ibn Paquda e Hilchot Deot e Oito Capítulos por Maimônides.

### Literatura Mussar rabínica padrão
literatura rabínica Mussar veio como uma reação à literatura filosófica, e tentou mostrar que a Torá e o padrão rabínico literatura ensinou sobre a natureza da virtude e o vício, sem recurso a metáforas ou outros conceitos filosóficos. Obras clássicas deste tipo incluem
- Ma'alot ha-Midot pelo Rabi Yehiel ben Yekutiel Anav de Roma
- Shaarei Teshuvá (As Portas do Arrependimento) pelo Rabino Yona Gerondi
- Menorat ha-Ma or por Israel Al-Nakawa b. José de Toledo
- Menorat ha-Ma or por Isaac Aboab
- Orchot Tzaddikim (Os Caminhos dos Justos), por um autor anônimo
- Meneket Rivkah por Rebecca morcego Meir Tiktiner

Obras semelhantes foram produzidos por rabinos que foram os Cabalistas, mas cujos escritos Mussar não tinha um caráter cabalístico: Nahmanides' shaar ha-Gemul, que se concentra em várias categorias de justo e ímpio, as pessoas e suas punições no mundo vindouro; e o Rabino Bahya ben Asher's Kad ha-Kemah.

### Literatura Medieval Cabalística Mussar
Explicitamente, obras místicas de literatura Cabalística mussar incluem Tomer Devorah (A Palmeira de Débora) por Moisés ben Jacob Cordovero, Reshit Chochmá por Eliyahu de Vidas, e Kav ha-Yashar por Zevi Hirsch Koidonover.

### Literatura Medieval Ashkenazi-Hassídicos mussar
Chassidei Asquenaz (literalmente, "os Pios da Alemanha") foi um movimento judaico nos séculos XII e XIII, fundada pelo Rabino Judá, o Piedoso (Rabi Yehuda HeChassid) de Regensburg, na Alemanha, que estava preocupado com a promoção da piedade e moralidade judaicas. A obra mais famosa de literatura mussar produzida por esta escola foi O Livro do Virtuoso (Sefer Chassidim).

## Literatura Mussar Moderno
A literatura no gênero de literatura mussar continuou a ser escrita por judeus modernos de uma variedade de origens.

### Mesillat Yesharim
Mesillat Yesharim é um texto mussar publicado em Amsterdã por Moshe Chaim Luzzatto, no século XVIII. Mesillat Yesharim é, talvez, o trabalho mais importante da literatura mussar do período pós-medieval. A Vilna Gaon comentou que ele não conseguia encontrar uma palavra supérflua nos primeiros sete capítulos da obra, e afirmou que ele teria viajado para conhecer o autor e aprender a partir de seus caminhos se ele ainda estivesse vivo.

### Literatura mussar Otomana
De acordo com Julia Phillips Cohen, que resume o trabalho de Matias B. Lehmann em literatura mussar na Sociedade SefarditasOtomana: 
Com início no século XVIII, uma série de rabinos otomanos havia empreendido a tarefa de combater a ignorância em que eles acreditavam estar presente em suas comunidades, através da produção de obras de ética judaica (mussar) no Judeu-espanhol (também conhecido como Ladino). Este desenvolvimento foi inspirado em parte por uma determinada tensão dentro de misticismo judaico (Lurianic Cabala), que sugeriu que cada judeu teria necessariamente que desempenhar um papel no conserto de mundo necessário para a redenção. A propagação da ignorância entre os seus coreligionários assim ameaçou desfazer a ordem das coisas. Foi com isso em mente que estes rabinos otomanos -- todos capazes de publicar em hebraico de mais alta estima, o idioma da sua tradição religiosa -- escolheram escrever em sua língua materna em vez disso. Ao mesmo tempo que eles democratizaram o conhecimento rabínico ao traduzir para as massas, estes "vernáculos rabínicos" (para usar o termo de Matthias Lehmann) também tentaram incutir em seu público o sentido de que seus textos eram necessários a mediação de indivíduos com formação religiosa. Assim, eles explicaram que as pessoas comuns devem se reunir para ler seus livros em meldados, ou sessões de estudo, sempre com a orientação de alguém treinado no estudo da lei Judaica.
Entre as obras mais populares de literatura mussar produzida na sociedade otomana está a Shevet Musar de Elias ha-Kohen, publicado pela primeira vez em Ladino, em 1748. Pelé Yoetz pelo Rabino Eliezer Papo (1785-1826) foi outro trabalho exemplar do gênero.

### Literatura mussar Haskalah
Na Europa, contribuições significativas para literatura mussar foram feitas por líderes do Haskalah. Naftali Hirz Wessely escreveu um texto mussar intitulado Sefer Ha-Midot (Livro das Virtudes) em cerca de 1786. Menachem Mendel Lefin, de Satanov, escreveu um texto intitulado Cheshbon Ha-Nefesh (Contabilidade Moral), em 1809, com base, em parte, no programa ético descrito na autobiografia de Benjamin Franklin.

### Literatura mussar Hassídica e Mitnagdic
Uma forma de literatura no movimento Hassídico foram tratados sobre coleta e instrução de é práticas ético-místico. Estes incluem Tzavaat HaRivash ("Testamento do Rabino YIsroel Baal Shem") e Tzetl Koton por Elimeleque de Lizhensk, um programa de dezessete pontos sobre como ser um bom judeu. Sefer ha-Midot do Rabi Nachman de Breslov é um clássico da literatura mussarHassídica.
O "Carta Musar" do Vilna Gaon, uma declaração ética de adversário do movimento Hassídico, é considerada por alguns como um clássico do literatura mussar.

### Literatura no movimento Mussar
O moderno movimento Mussar, a partir do século XIX, incentivou o estudo movimento da literatura mussar medieval a um grau sem precedentes, além de produzir sua própria literatura mussar. Significativos escritos mussar foram produzidos pelos líderes do movimento, tais como Israel Salanter, Simcha Zissel Ziv, Yosef Yozel Horwitz e Eliyahu Cai.[carece de fontes?]
O movimento determinou a aprendizagem de mussar como uma parte regular do currículo no mundo Yeshiva lituano, agindo como um baluarte contra forças contemporâneas do secularismo.